# Spudaea griseovariegata
Spudaea griseovariegata là một loài bướm đêm trong họ Noctuidae.